# Heidnische Reaktion in Polen
Die Heidnische Reaktion in Polen war eine Reihe von Aufständen der unteren Schichten in der ersten Hälfte des 11. Jahrhunderts im Königreich Polen gegen die katholische Kirche und die Einführung des Feudalsystems.

## Vorgeschichte
Die Christianisierung Polens erfolgte nach der Taufe Mieszkos I. 966. Es wurde zunächst das Bistum Posen gegründet. Im Akt von Gnesen wurde ein neues Kirchensystem eingeführt, mit einem Erzbistum Gnesen und drei weiteren Bistümern in Krakau, Breslau und Kolberg. Gleichzeitig entstanden in Polen zahlreiche Klöster und Pfarreien. Gleichwohl betraf die Christianisierung in erster Linie nur die Führungsschicht. Der Bauernstand blieb weitgehend heidnisch bzw. führte seine heidnischen Bräuche unter einer oberflächlichen Annahme des Christentums fort. Gleichzeitig stiegen die Abgaben für die Bistümer, Kirchen und Klöster.

## Mieszko I.
Aufstände zur Regierungszeit von Mieszko I sind nicht überliefert. Es ist jedoch davon auszugehen, dass die Annahme des Christentums in Polen nicht reibungslos verlief.

## Bolesław I.
Bolesław der Tapfere soll gemäß Thietmar von Merseburg rigoros gegen Glaubensabweichler vorgegangen sein. Wer zum Beispiel sich nicht an die Fastenzeit hielt, dem wurden die Zähne ausgeschlagen.
- 1005 kam es zu einem heidnischen Aufstand in Pommern im Zuge dessen das Bistum in Kolberg zerstört wurde und die Bevölkerung zu ihrem heidnischen Glauben zurückkehrte. Da Bolesław zu dieser Zeit mit dem Krieg gegen Kaiser Heinrich II. beschäftigt war, konnte er in Pommern nicht intervenieren und der westliche Teil Pommerns fiel von Polen ab.
- 1022 soll es gemäß der Nestorchronik und Kosmas von Prag in ganz Polen zu einem heidnischen Aufstand gekommen sein. Der Aufstand wurde von Bolesław wohl schnell unterdrückt.

## Mieszko II.
- 1025 kam es unmittelbar nach Bolesławs Tod gemäß der Nestorchronik und Kosmas von Prag erneut in ganz Polen zu einem heidnischen Aufstand. Auch dieser Aufstand wurde von Mieszko II. Lambert wohl schnell unterdrückt.
- 1030–1032 fand ein größerer Aufstand statt. Gemäß den Chroniken sollen die Aufständischen Bischöfe, Priester und Feudalherren ermordet haben. 1031 führte Mieszko II. einen Zweifrontenkrieg gegen das Heilige Römische Reich und die Kiewer Rus. Der Aufstand ist in Zusammenhang mit den Konflikten zu sehen und führte dazu, dass Mieszko II. aus Polen nach Böhmen fliehen musste. Die Macht übernahm kurzzeitig sein Bruder Bezprym, der mit Hilfe von kaiserlichen Rittern den Aufstand niederschlug.

## Kasimir I.
Kasimir I. Karl musste 1034 aus Polen fliehen. Die Macht in Masowien übernahm Miecław und im restlichen Polen möglicherweise Bolesław der Vergessene. Jedenfalls waren die Jahre von 1034 bis 1039 durch innere Wirren in Polen gekennzeichnet, die 1037 im Großen Polnischen Volksaufstand kulminierten. Die geschwächte Zentralgewalt konnte den Aufstand nicht mehr niederschlagen und die unteren Schichten entledigten sich zeitweilig der Feudalherrschaft und der Kirchenstruktur. Masowien fiel von Polen ab und der böhmische König Břetislav I. nutzte 1038 die Wirren für eine Intervention. Er eroberte Gnesen und verbrachte den polnischen Kronschatz und die Gebeine des Heiligen Adalbert nach Prag. Er gliederte auch Schlesien nach Böhmen ein. Kasimir gelang erst Anfang 1040 mit Hilfe des Kaisers und des Fürsten von Kiew die Rückkehr nach Polen und die Niederschlagung des Aufstands. Er baute die Kirchenstruktur in Polen wieder auf, weshalb er auch als Kasimir der Erneuerer bezeichnet wird.